# 앨리스 데이

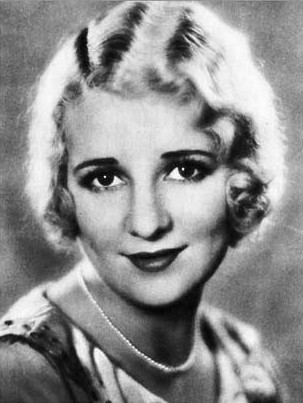

앨리스 데이(Alice Day, 1905년 11월 7일 ~ 1995년 5월 25일)는 미국의 배우, 영화배우이다.
콜로라도스프링스에서 태어났으며 오렌지에서 사망하였다. 사인은 질병이다.

## 영화
- 금 (1932년)
- 비에니즈 나이츠 (1930년)
- 쇼 오브 쇼 (1929년)
- 나이트 라이프 (1927년)